# Jungang-dong, Seoul
Jungang-dong (koreanska: 중앙동) är en stadsdel i Sydkoreas huvudstad Seoul. Den ligger i stadsdistriktet Gwanak-gu i den sydvästra delen av staden.